# Seneca (Ethnie)

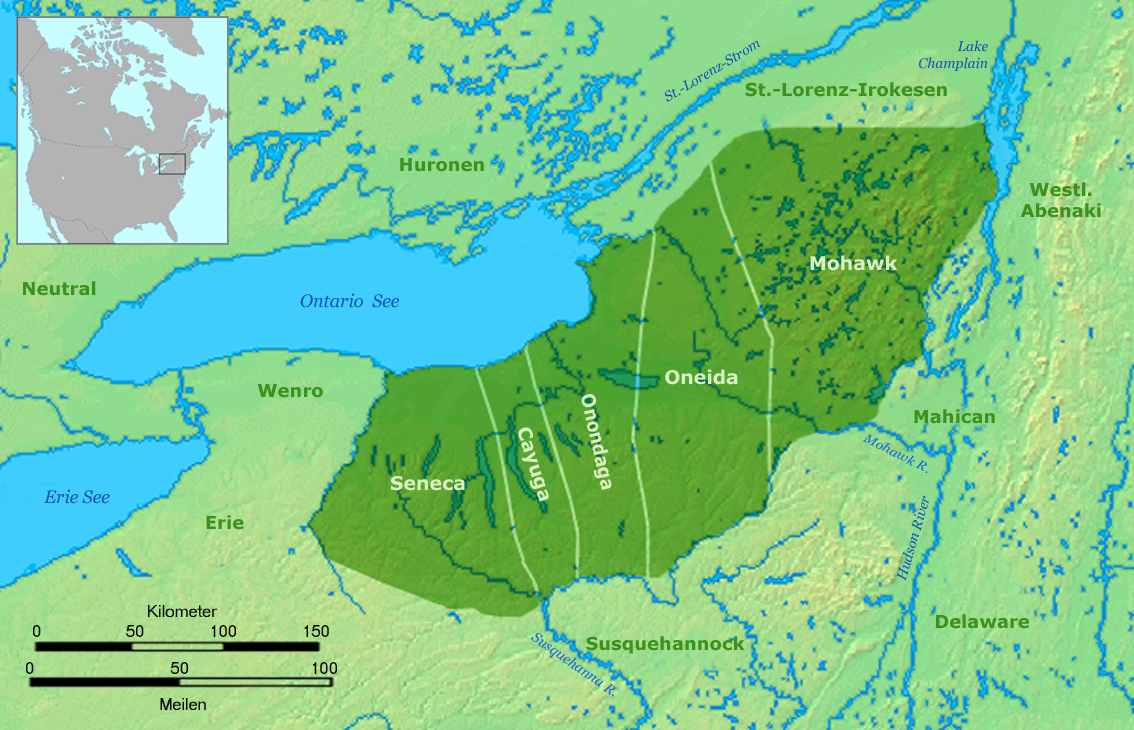
Die Seneca innerhalb der fünf Nationen der Irokesen, Stammesgebiet um 1650

Die Seneca oder Onondowahgah bzw. Onödowá’ga:’ („Volk vom großen Berg“) sind der westlichste Stamm der Haudenosaunee („Leute des Langhauses“), besser bekannt als Irokesenliga oder -Konföderation, einem Bündnis aus ursprünglich fünf (später sechs) Stämmen oder Nationen der Irokesischen Sprachfamilie. Im allgemeinen Sprachgebrauch werden diese Stämme als Irokesen bezeichnet. Sie sind eine der indigenen Gruppen der Indianer Nordamerikas.
Heute leben rund 10.000 Seneca in den Vereinigten Staaten und Kanada, die meisten davon in Reservaten im Westen des US-Bundesstaates New York, andere in Oklahoma und in der Nähe von Brantford in Ontario, Kanada.

## Traditionelles Stammesgebiet
Ihr traditionelles Stammesgebiet lag im westlichen Upstate New York (den Regionen: Western New York, Southern Tiers sowie Finger Lakes) zwischen dem Genesee River und dem Canandaigua Lake im Osten. Ihr Gebiet war sehr wasserreich und von Flüssen und Seen durchzogen, im Osten wurde der Canandaigua Lake über den Seneca River entwässert (der über den Oswego River in den Lake Ontario fließt), die westlichen vier Finger Lakes – Honeoye Lake, Canadice Lake, Hemlock Lake und Conesus Lake – hingegen sind über den Genesee River mit dem Lake Ontario verbunden. Ihr Jagd- und Streifgebiet war erheblich größer und erstreckte sich im Norden bis zum Lake Ontario und im Süden bis zu den Vorbergen der Allegheny Mountains und zum Allegheny River im Nordwesten von Pennsylvania. Große Seneca-Dörfer wurden mit Holzpalisaden geschützt. Ganondagan war mit 150 Langhäusern das größte Seneca-Dorf des 17. Jahrhunderts, während Chenussio mit 130 Langhäusern ein großes Dorf des 18. Jahrhunderts war.
Die Irokesen waren von allen Seiten von ihnen feindlich gesinnten algonkin-sprachigen und sioux-sprachigen Völkern/Konföderationen umgeben, die zudem die militärische Unterstützung durch Nieuw Nederland oder Neufrankreich erlangen konnten. Diesem losen Bündnis – meist passiv auf Verteidigung ausgerichtet – hatten sich zudem mehrere ebenfalls irokesisch-sprachige Konföderationen sowie kleinere Stämme (der Irokesen, der Algonkin und der Sioux) angeschlossen.
Die Haudenosaunee (unter der Führung der Mohawk) entschlossen sich daher zu einem Präventivschlag im Jahr 1628 gegenüber der mächtigen Mahican-Konföderation entlang des Hudson Rivers, um deren Handelsmonopol mit den Niederländern zu brechen. Nach der militärischen Niederlage der Mahican und deren Rückzug auf die Ostseite des Hudson Rivers konnten die Haudenosaunee die Niederländer als Verbündete gewinnen und mittels Waffenlieferung der Niederländer und später der Briten militärisch langsam die Oberhand gewinnen.
Nachdem die Irokesen-Liga in den hierauf folgenden sogenannten Biberkriegen (1629 bis 1701) – unterstützt zuerst von Nieuw Nederland und ab 1667 durch die Britische Krone – die übrigen irokesisch-sprechenden Konföderationen in der Region unterworfen hatte, die sich geweigert hatten, sich den Haudenosaunee anzuschließen, darunter die mächtigen Wendat/Huronen, die Tionontati/Petun, die Neutrale, die Wenrohronon (der östlichste Stamm der Neutrale) sowie die kriegerischen und kampfestüchtigen Erie (direkte westliche Nachbarn der Seneca), konnten die Seneca ihr Jagdgebiet nach Westen und Süden erheblich ausdehnen; die Irokesen-Liga errang die politische und militärische Hegemonie über das Ohio Country und über das südliche Ontario sowie über die dort ansässigen tributpflichtigen und abhängigen Stämme (Lenni Lenape, Shawnee, Wyandot etc.). Am Niagara River errichteten Seneca einige kleinere Siedlungen.
Diese militärisch gewonnenen Gebiete konnten die Haudenosaunne (einschließlich der Seneca) als Verbündete der Briten (offiziell seit 1677 mittels des Covenant Chain) während der Franzosen- und Indianerkriege (1688 bis 1763) festigen und bis zum Amerikanischen Unabhängigkeitskrieg behaupten.
Archäologischen Funden und historischen Dokumenten ist zu entnehmen, dass es im siebzehnten Jahrhundert eine westliche und eine östliche Seneca-Gruppe gab, die beide jeweils ein großes Dorf bewohnten. Diese beiden Gruppen existierten schon zur Gründungszeit der Irokesen-Liga. Auf der Häuptlingsliste der Liga standen die Namen der beiden Gruppenhäuptlinge an erster und zweiter Stelle. Die nahe beieinander liegenden Dörfer befanden sich wenige Meilen nördlich des Hemlock Lakes. Wie alle Irokesen bezogen die Seneca alle zehn bis zwanzig Jahre ein neues Dorf, wenn das umliegende Land erschöpft war. Die westlichen Seneca folgten bei ihren zahlreichen Umzügen dem Spring Brook nach Norden bis zu dessen Zusammenfluss mit dem Honeoye Creek, während die östlichen Seneca in nordöstlicher Richtung den Honeoye Creek entlang zogen, um dann nach Osten in die Täler von Mud Creek, Fish Creek und Great Brook abzubiegen.
Als die Jesuiten in der zweiten Hälfte des siebzehnten Jahrhunderts in den Dörfern einige Missionen errichteten, lagen diese in der nördlichen Region des Stammesgebiets. Der erste dokumentierte Besuch stammt von Pierre Joseph Marie Chaumonot aus dem Jahr 1756. Er berichtete von zwei großen Dörfern und einer Reihe kleinerer Siedlungen. Das Dorf Gandagan war das Hauptdorf der östlichen Seneca. Er beschrieb ein zweites Dorf, das ausschließlich von adoptierten Huronen bewohnt war. Diese Huronen kamen aus dem Dorf Scanonaenrat und gehörten dem Stamm der "Atahontaenrat/Deer People" an, bei dem die Jesuiten einst die Mission Saint Michel errichtet hatten. Zu dieser Zeit lebten angeblich adoptierte Gefangene aus elf fremden Stämmen bei den Seneca.
1668 errichteten die Jesuiten die erste dauerhafte Mission bei den Seneca. Ihren Berichten zufolge hatten die Seneca zu dieser Zeit zwei große Dörfer mit jeweils über 100 Häusern und zwei kleinere Dörfer mit 20 bis 30 Häusern. Die Jesuiten errichteten um 1670 in drei Dörfern jeweils eine Mission. Das Hauptdorf der westlichen Seneca hieß um 1670 Gandachioragon, wurde jedoch 1677 in Tiotohattan und 1687 in Totiakton, offenbar nach einem Ortswechsel, umbenannt. Das Hauptdorf Gandagan der östlichen Seneca hieß 1669 nach einem Umzug Galinèe und war von Palisaden umgeben. Nach dem endgültigen Sieg über die Susquehannock im Jahr 1675 wurden die Palisaden abgebaut, denn sie wurden nicht mehr benötigt.

## Geschichte

### Pelzhandel und Biberkriege

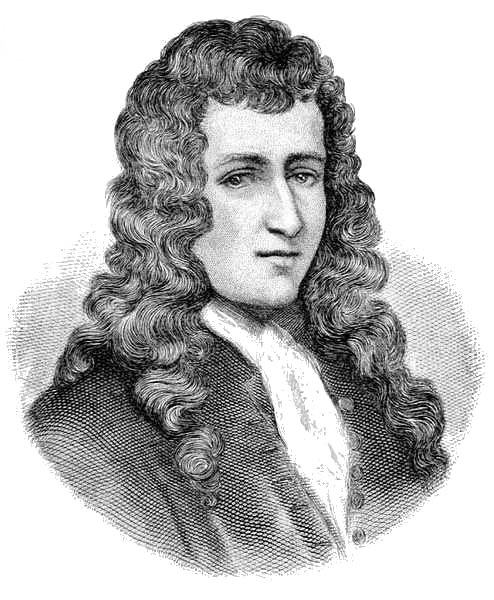
Robert Cavelier de La Salle

Seit der Gründung der Irokesen-Liga um 1450 wurden die Seneca als die Hüter der westlichen Tür bezeichnet. Damit sollte veranschaulicht werden, dass sie mit ihrem Stammesgebiet im Westen die anderen Stämme der Liga vor feindlichen Einfällen aus dieser Richtung schützen sollten. Die Irokesen-Liga wurde symbolhaft mit einem Langhaus verglichen. Entsprechend waren die Mohawk die Hüter der östlichen Tür. Die Seneca waren mit Abstand der volkreichste Stamm innerhalb der Fünf Nationen.
Im siebzehnten Jahrhundert wuchs der Bedarf an europäischen Gütern, die gegen Pelze eingetauscht wurden. Als westlichster aller fünf Stämme der Irokesen-Liga waren die Seneca am weitesten von den holländischen Händlern in Albany und von den französischen am Sankt-Lorenz-Strom entfernt. Ihr Stammesgebiet lag allerdings nahe bei den reichen Bibervorkommen im Westen. Mit dem wachsenden Bedarf an Biberpelzen schrumpfte der Biberbestand rapide, und die Seneca suchten, ihr Jagdgebiet weiter nach Westen auszudehnen. Der Entschluss der Wenro, ihr Land zu verlassen und sich mit den Huronen und Neutral zu verbünden, stand vermutlich im Zusammenhang mit der Expansion der Seneca. Um 1630 hatten die Huronen mit Hilfe der Franzosen die benachbarten nördlichen Stämme gegen die irokesischen Aggressoren beschützt. In den 1640er Jahren begannen die Seneca und andere Stämme der Liga mit ihrem Vernichtungskrieg gegen die Huronen. 1649 zerstörten geschätzte 1.000 Krieger der Seneca und Mohawk die Huronendörfer Saint Ignace und Saint Louis. Als Nächstes wandten sich die Irokesen gegen die Verbündeten der Huronen und vernichteten die Petun im Winter 1649/50. Dasselbe Schicksal erlitten die Neutral im folgenden Jahr.
Inzwischen hatte ein Teil der Irokesen beschlossen, mit den Franzosen über einen Friedensvertrag zu verhandeln, und sandte deshalb 1653 eine Delegation nach Montreal. Die Seneca waren nicht beteiligt, unterstützten jedoch diese Bemühungen. Im folgenden Jahr fand eine Ratsversammlung unter Beteiligung von Pater Simon Le Moyne in Onondaga statt, in der einem Friedensvertrag ausdrücklich zugestimmt wurde. 1656 hatten die Jesuiten die Mission Sainte Marie in Onondaga errichtet, und Pater Chaumonot besuchte die Seneca. 1658 waren die Jesuiten allerdings aufgrund neuer Feindseligkeiten gezwungen, die neue Mission zu verlassen. Erst 1668 unternahmen sie einen neuen Versuch, die Seneca zu missionieren.
Infolge des Kriegs der Seneca gegen die Erie entwickelte sich ein neuer Konflikt mit den Franzosen. Gleichzeitig führten die Seneca Krieg gegen die Susquehannock im Süden. Diese überfielen die Pelzhändler der Seneca auf ihrem weiten Weg nach Albany, die in der Folge durch begleitende Krieger geschützt werden mussten. Aus diesem Grund waren die Seneca gezwungen, den Frieden mit den Franzosen zu erhalten. Außerdem benötigten sie französische Gewehre und Munition. Die Mohawk registrierten diese Bemühungen der Seneca mit Misstrauen, denn sie kontrollierten den Handel der westlichen Stämme mit Albany und kassierten eine Art von Zoll. 1668 erschien Pater Jacques Frémin bei den Seneca, um eine Mission zu errichten. Im gleichen Jahr besuchte auch Robert Cavelier de La Salle mit einer kleinen Gruppe die Seneca. Er war auf der Suche nach Pfadfindern, die ihm den Weg zum Ohio River zeigen sollten. Die Franzosen nutzten den derzeitigen Frieden mit den Irokesen, um das Gebiet im Westen zu erkunden und Handelsposten an den oberen Großen Seen zu gründen.
1675 endete der lange Krieg gegen die Susquehannock mit deren vernichtender Niederlage. Damit wurden bei den Seneca wieder Kräfte frei, um den nächsten Krieg gegen die mit den Franzosen verbündeten Stämme im Norden zu beginnen. Sie nahmen sogar einen neuen Konflikt mit den Franzosen in Kauf. 1679 erlaubten die Seneca La Salle, einen befestigten Handelsposten in Niagara zu errichten. La Salle hatte erkannt, dass von Niagara aus der Handelsweg zwischen dem Erie- und Ontariosee zu kontrollieren war. Noch hielt der Frieden zwischen den Franzosen und den Seneca, die den französischen Handel mit den westlichen Stämmen misstrauisch beobachteten.
1680 kam es zum Krieg gegen die Illinois und ihre Verbündeten, in den auch die Franzosen eingriffen. 1684 unternahm Joseph-Antoine Le Fèbvre de la Barre einen Feldzug gegen die Seneca. Als er Fort Frontenac erreichte, war ein großer Teil seiner Armee erkrankt. Bei einem Treffen mit Führern der Seneca an der Mündung des Salmon Rivers vereinbarten Barre und die Irokesen, sich kampflos zurückzuziehen. Gouverneur La Barres Nachfolger, Jacques René de Brisay, Marquis de Denonville, führte 1687 eine zweite Armee gegen die Seneca. Die Seneca überfielen die anrückenden französischen Soldaten am 13. Juli, bevor Denonvilles Armee ihr Hauptdorf erreichte. In Anbetracht ihrer Unterzahl zogen sich die Seneca im Anschluss zurück und brannten ihr eigenes Dorf nieder. Die Franzosen vernichteten die Maisvorräte der Indianer und machten sich auf den Rückweg, ohne die geflüchteten Seneca zu verfolgen. In Niagara ließ Denonville ein Fort errichten. Auch in den folgenden Jahren verübten die Seneca und andere Stämme der Irokesen-Liga zahlreiche Überfälle am Sankt-Lorenz-Strom. Die Franzosen unternahmen zwei weitere Strafexpeditionen, die erste 1693 gegen die Mohawk und die zweite 1696 gegen die Onondaga und Oneida. Erst 1701 wurde ein Friedensvertrag zwischen der Irokesen-Liga und den Franzosen sowie den Engländern geschlossen.

### Kolonialkriege und Amerikanischer Unabhängigkeitskrieg

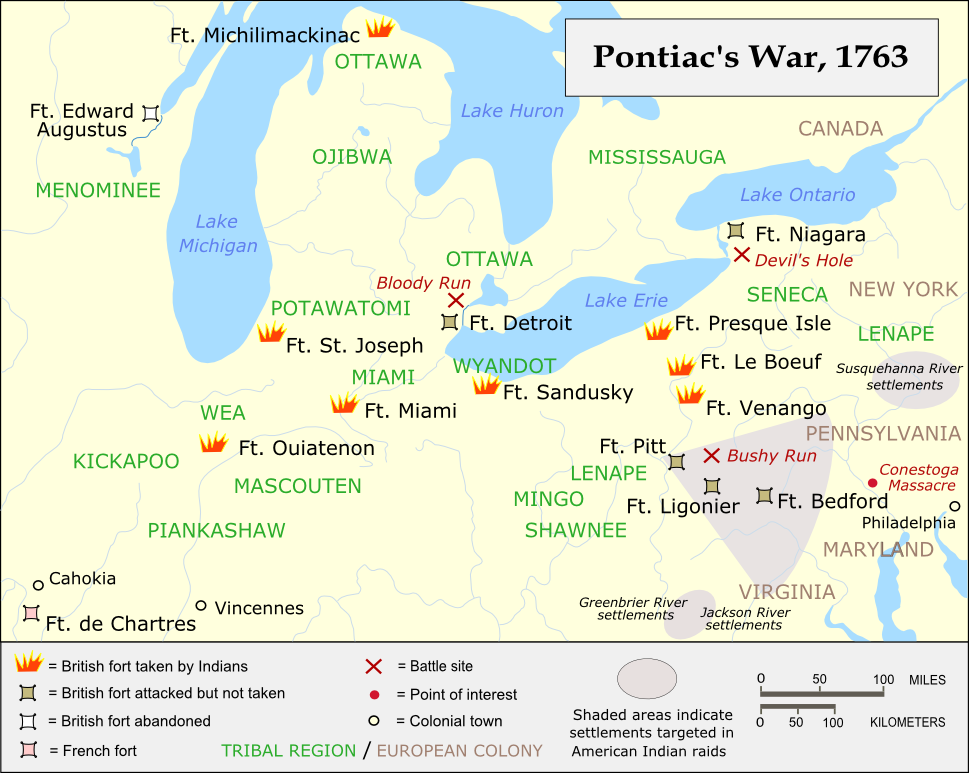
Pontiac-Aufstand, Karte der Kampfhandlungen

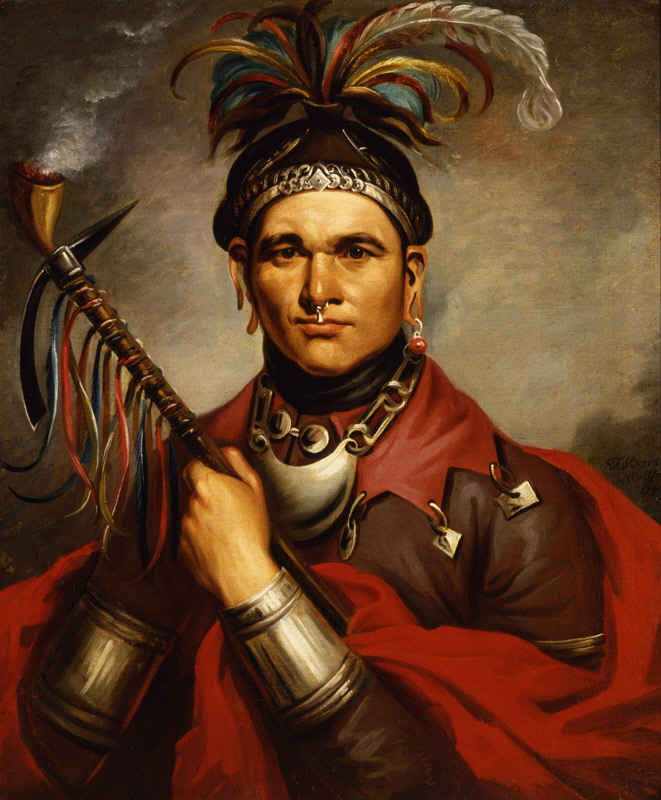
Seneca-Häuptling Cornplanter, Porträt von F. Bartoli, 1796

Der 1701 geschlossene Friedensvertrag mit den Franzosen und Engländern hielt ein halbes Jahrhundert. Damit hatten die Irokesen freie Hand, ihre Kriegszüge gegen Stämme im Süden und Westen zu verlegen und den dortigen Handel mit Biberpelzen gegen europäische Waren zu kontrollieren. Darüber hinaus versuchten sie, die beiden europäischen Kolonialmächte gegeneinander auszuspielen und sogar den Handel im gesamten Kontinent zu beeinflussen.
Nach der Zerstörung ihrer Dörfer durch Denonvilles Truppen verließen die Seneca die Region. Die östlichen Seneca zogen ostwärts und errichteten ein Dorf am unteren Canandaigua Lake und ihr Hauptdorf am Seneca Lake. Die westlichen Seneca zogen nach Westen und siedelten am fruchtbaren Ufer des mittleren Genesee Rivers. Von dort zogen sie zum Allegheny River und flussabwärts bis nach Ohio. Da sie keine Angriffe mehr fürchten mussten, waren ihre Dörfer nicht mehr von Palisaden umgeben, sondern die Häuser lagen weit verstreut am Fluss entlang.
Die Jesuiten kehrten zurück, doch ihre anfänglichen Missionserfolge waren nur von kurzer Dauer. Größere Aufmerksamkeit erzielte der französische Dolmetscher und Händler Louis-Thomas Chabert de Joncaire, der in seiner Jugend in Gefangenschaft der Seneca gewesen war. Nach dem King William’s War (1689–1697) baute er in Niagara einen Handelsposten auf, um von dort aus den Pelzhandel weiterzuentwickeln. Im Verlauf der Kolonialkriege mit Großbritannien am Ende des 17. und Anfang des 18. Jahrhunderts begannen die Franzosen den Bau einer Reihe von Befestigungen, mit denen sie die Briten aus dem Gebiet der Großen Seen fernhalten wollten. In diesem Zusammenhang bauten sie 1726 mit der Erlaubnis der Seneca das Fort Niagara, das die Passage zwischen dem Erie- und dem Ontariosee überwachen sollte.
Der Einfluss der Franzosen war auf die westlichen Seneca besonders stark, die man auch Chenussios nannte. Diese blieben während des Franzosen- und Indianerkriegs weiterhin pro-französisch, während die östlichen Seneca pro-englisch waren und Sir William Johnson 1756 erlaubten, bei ihrem Dorf Canadasaga am Seneca Lake ein Fort zu errichten. Die westlichen Seneca blieben weiterhin auf der Seite Frankreichs und unterstützten Pontiacs Aufstand 1763 gegen Großbritannien. Sie eroberten Fort Venango, Fort Le Boeuf und gemeinsam mit anderen Stämmen Fort Presque Isle. Doch Pontiacs Rebellion scheiterte, und nach dem Friedensschluss mussten die Seneca als Bedingung ihr Land am Niagara River an die Briten abtreten.
Als der Amerikanische Unabhängigkeitskrieg 1776 ausbrach, versuchten die Seneca, neutral zu bleiben, wie auch die übrigen Stämme der Irokesen-Liga. Ein Jahr später konnten die Briten die Mehrheit der Seneca davon überzeugen, auf ihrer Seite zu kämpfen. Das erste Gefecht unter Beteiligung von Seneca-Kriegern war eines der blutigsten des gesamten Krieges. Fort Stanwix wurde von den Engländern belagert, als eine Entsatztruppe unter dem amerikanischen General Nicholas Herkimer anrückte, um den Belagerungsring zu durchbrechen. In einer Schlucht beim Orkany Creek überfiel eine aus Indianern bestehende Streitmacht Herkimers Männer. In diesem Gefecht kam es auf beiden Seiten zu hohen Verlusten, und die Amerikaner ergriffen schließlich die Flucht. Trotzdem konnte die Briten Fort Stanwix nicht erobern.
1778 nahmen Seneca-Krieger an den Gefechten von Wyoming und Cherry Valley teil. Zur britischen Strategie gehörte es außerdem, die Frontregion durch zahlreiche Aktionen der Indianer wirtschaftlich zu schwächen. General George Washington schickte eine Strafexpedition ins Irokesenland, um die permanenten Plünderungen und Überfälle der Seneca und anderer mit England verbündeter Irokesen zu beenden. Zunächst erfolgte ein Angriff der Amerikaner unter Colonel Goose Van Schaik auf mehrere Onondagadörfer. Eine Expeditionsarmee unter General James Clinton zog von Canajoharie den Susquehanna River hinab nach Tioga. Dort vereinigte sich die Armee mit General John Sullivans Truppen, die von Easton kommend den Susquehanna River hinaufgezogen waren. Von Tioga aus marschierten die vereinigten Truppen am Ufer des Chemung River hinauf und trafen bei Newton auf britische Ranger und Indianer, die sie in die Flucht schlagen konnten. Als Nächstes griffen sie Canadasaga am Ostufer des Seneca Lake an und zerstörten das Dorf der Seneca wie auch die Dörfer Canandaigua und Honeoye. Am Genesee River brannten die Amerikaner ebenfalls die dortigen Dörfer nieder, einschließlich Genesee Castle mit annähernd 130 Häusern. Auf dem Rückmarsch über die gleiche Route beauftragten sie zwei Abteilungen, die Cayugadörfer und ein Mohawkdorf zu zerstören. Gleichzeitig marschierten amerikanische Truppen unter Colonel Daniel Brodhead von Fort Pitt aus den Allegheny River hinauf, um alle Dörfer der Seneca zu vernichten, die sie dort finden konnten.
Nach dem Gefecht von Newton leisteten die Indianer keinen Widerstand mehr gegenüber Sullivans Vormarsch, sondern verließen ihre Dörfer. Sullivans Armee brannte ihre Dörfer nieder und vernichtete ihre Wintervorräte. Die Soldaten verbrannten Bohnen, Kürbisse, Kartoffeln, Wassermelonen und Gurken sowie eine große Menge an Mais. In den Gärten fällten sie Apfel-, Pfirsich- und andere Obstbäume und zerstörten die Maisfelder. Zahlreiche Irokesen flohen nach Niagara, wo sie den Winter 1779/1780 verbrachten, einen der härtesten seit Menschengedenken. Im Frühling jedoch verübten sie neue Überfälle und beteiligten sich an einer Expedition gegen amerikanische Siedlungen im Mohawk Valley. Bis zum Ende des Krieges war keine Siedlung in der Region vor irokesischen Angriffen sicher.

### Umzug in Reservate

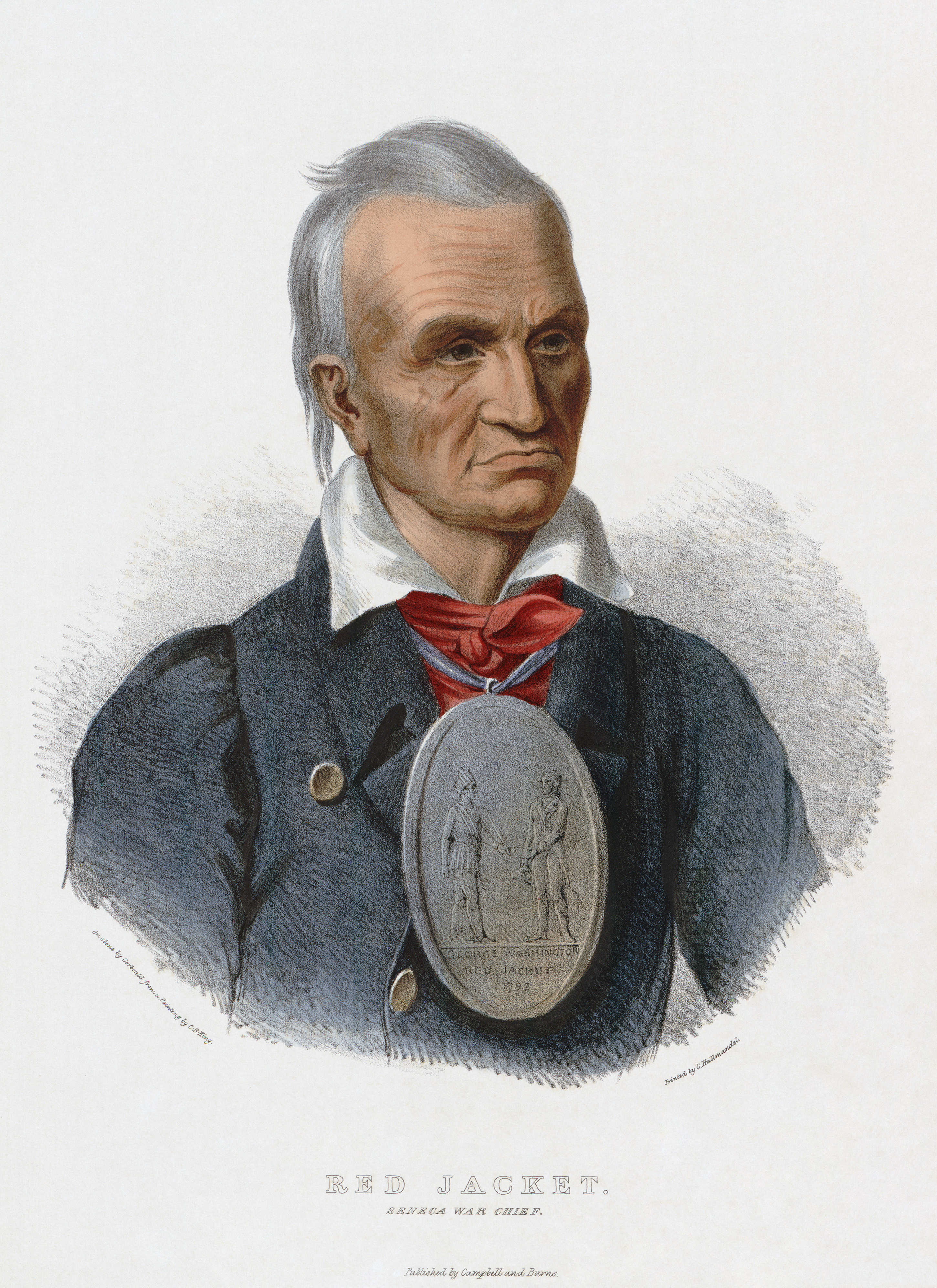
Seneca-Kriegshäuptling Red Jacket, Lithographie von Henry Corbould nach einem Gemälde von C. B. King

Im Friedensvertrag von Paris im Jahr 1783, der den Krieg zwischen Großbritannien und den Amerikanischen Kolonien beendete, wurden die Angelegenheiten der Indianer nicht geregelt. Demzufolge mussten sie mit beiden Mächten aushandeln, wo sie künftig leben wollten. Ein Teil der Indianer entschied sich für Kanada, darunter 78 Seneca, die mit Irokesen aus anderen Stämmen 1784 an den Grand River in Ontario zogen. Ihre Nachfahren leben noch heute im dortigen Reservat bei den Six Nations of the Grand River. Im gleichen Jahr trafen sich Vertreter der Sechs Nationen mit Offiziellen der USA in Fort Stanwix, um einen Friedensvertrag auszuhandeln und Landansprüche zu klären. Die Irokesen traten ihren Landbesitz im Westen von New York und in Pennsylvania vertraglich an die Vereinigten Staaten ab. Es gab allerdings Gegner dieser Entscheidung: Einige Häuptlinge konnten aus Krankheitsgründen nicht an den Verhandlungen teilnehmen, und eine zweite Gruppe hatte kaum eine andere Wahl, als den Vertrag zu unterschreiben. Er wurde abschließend 1789 in Fort Hamar bestätigt. Doch die Unzufriedenheit der Seneca mit dem Vertrag wuchs, und es gab zahlreiche Versuche, die ausgehandelten Bedingungen zu verbessern. Bei den Verhandlungen mit den Amerikanern waren die Irokesen keinesfalls ohne Chancen. Im Ohiogebiet gab es zu dieser Zeit heftige Kämpfe zwischen den dortigen Stämmen und der US-Armee, und die Vereinigten Staaten befürchteten ein Eingreifen der Seneca-Krieger. 1794 gab es in Canandaigua ein erneutes Treffen einer US-Delegation unter Timothy Pickering und einer Anzahl irokesischer Stammesvertreter. Unter dem Eindruck von General Anthony Waynes Sieg in der Schlacht von Fallen Timbers wurde ein neuer Vertrag unterzeichnet, der die Reservate für die Oneida, Onondaga und Cayuga bestätigte sowie die Grenzen der Senecagebiete definierte.
Im Jahr 1796 gab Pennsylvania dem Seneca-Häuptling Cornplanter ein Stück Land in der Größe von 2,56 km² beiderseits des Alleghany Rivers. Diese Landschenkung erfolgte in Anbetracht seiner Verdienste gegenüber den Weißen. Während der Indianerkriege in Ohio und Indiana war es Cornplanter gelungen, die Seneca zu überzeugen, neutral zu bleiben. Er versuchte auch, im Auftrag der US-Regierung mit den Shawnee zu verhandeln. In dankbarer Anerkennung seiner Hilfe wurde Cornplanter und seinen Nachkommen „auf ewig“ ein Gebiet entlang des Allegheny River in Pennsylvania zugesprochen. In den 1790er-Jahren gab es zwischen 1700 und 1800 Seneca in New York. Davon lebte rund ein Drittel im Tal des Genesee Rivers, ein weiteres Drittel in Buffalo Creek und der Rest in Allegany, Cattaraugus und Tonawanda.
Im Vertrag von Big Tree von 1797 wurde zwischen den Seneca und den Vereinigten Staaten ausgehandelt, dass das restliche Land westlich des Genesee Rivers für die Besiedlung geöffnet werden konnte. Die Seneca bekamen dafür zehn Reservate, regelmäßige jährliche Zahlungen sowie Jagd- und Fischereirechte im westlichen New York.

### Christliche Missionen und Schulen
Die französischen Missionare versuchten im siebzehnten und achtzehnten Jahrhundert vergeblich, die Seneca zum Christentum zu bekehren. Auch der protestantische Missionar Samuel Kirkland, der 1764–1765 bei den Seneca lebte, hatte keinen Erfolg. Er gab seine Bemühungen auf und errichtete stattdessen eine Mission bei den Oneida. Etwas mehr Erfolg hatten die Quäker gegen Ende des achtzehnten Jahrhunderts. Sie begannen 1798 mit ihrer Missionsarbeit, um den Seneca die „Kunst der Zivilisation“ zu vermitteln. Sie waren zunächst in Genesinguhta und ab 1803 in Tunessassa nahe der Allegany Reservation tätig. In den ersten Jahren des neunzehnten Jahrhunderts versuchte die New York Missionary Society (New-York-Missionsgesellschaft), eine Mission und eine Schule in Buffalo Creek zu errichten, allerdings erfolglos. Erst in den 1820er Jahren konnten sich Schulen und Kirchen in den Reservaten der Seneca durchsetzen. 1820 wurde von der Missionsgesellschaft in Buffalo Creek eine dauerhafte Schule errichtet. Kurz danach kam ein Missionar nach Buffalo Creek, der 1823 eine Kirche bauen ließ. Obwohl weder der Lehrer noch der Missionar im Reservat leben durften, blieben beide Institutionen bis 1846 im Reservat. In diesem Jahr wurde das Reservationsland verkauft, und die Bewohner zogen nach Cattaraugus. Ende 1821 bekundeten sowohl die Society of Friends (Gesellschaft von Freunden, Quäker) als auch die United Foreign Missionary Society (Vereinigte Fremden-Missions-Gesellschaft, Episkopalkirche) ihr Interesse, eine Schule im Tonawanda Reservat zu errichten. Etwas später entschieden sich jedoch die dort lebenden Seneca für eine Baptistische Leitung der Schule. 1822 schickte die United Foreign Missionary Society einen Lehrer nach Cattaraugus, der die dortige Schule leiten sollte. Eine Kirche gab es in Cattaraugus seit 1827 und in Allegany seit 1830.
Es lag in der Absicht der Missionsgesellschaften, nicht nur die christliche Religion zu vermitteln und die Indianer zum Christentum zu bekehren, sondern sie auch die „Kunst der Zivilisation“ zu lehren. Für sie waren Christentum und Zivilisation untrennbar miteinander verbunden. Sie betrachteten das Christentum nicht nur als eine besondere Religion, sondern auch als den einzig richtigen Weg zum weißen Way of Life. Die Jungen hatten Unterricht in landwirtschaftlichen Fertigkeiten und die Mädchen in Hausarbeiten neben Englisch, Lesen, Schreiben und Rechnen. In den ersten Schulen gab es nur einen Lehrer. So bald wie möglich wurden Internate eingerichtet, die eine sogenannte Missionsfamilie führte. Diese bestand in der Regel aus dem Missionar als Internatsleiter, seiner Ehefrau und mehreren Lehrerinnen. Allgemein galten jedoch Tagesschulen als erfolgreicher als Internate.
Die Missionare der Baptisten und Presbyterianer in den Reservaten von Buffalo Creek, Cattaraugus und Tonawanda vernachlässigten keineswegs die religiösen Belange, sondern bildeten baldmöglichst aus den konvertierten Seneca eine Kirchengemeinde. Diese bestand in der Regel aus der Missionsfamilie, einigen Schulkindern und erwachsenen Reservatsbewohnern. Die Quäker bildeten keine vergleichbaren Kirchengemeinden, sondern legten den Schwerpunkt auf die Integration der Indianer und entsprechende Instruktionen für den Way of Life der Weißen.
Weiße mit geschäftlichen Beziehungen zu Indianern benötigten Dolmetscher wie auch die Missionare und Lehrer in den Missionsschulen. So gelang es Asher Wright, Teile der Bibel und einige Kirchenlieder in die Senecasprache zu übersetzen und unter den Missionaren und Seneca zu verbreiten. Er richtete außerdem eine Druckerei ein und publizierte eine zweisprachige Zeitung in Seneca und Englisch: „The Mental Elevator“ (Der geistige Aufstieg). Wright ging 1831 als Missionar in das Buffalo Creek Reservat, wo er die nächsten 15 Jahre bei den Seneca lebte. Als das Reservat verkauft wurde, zog er mit seiner Frau nach Cattaraugus und verbrachte dort den Rest seines Lebens.

### Handsome Lake
Am Ende des achtzehnten Jahrhunderts entwickelte sich bei den Irokesen eine neue religiöse Bewegung, die später die New Religion of Handsome Lake (Neue Religion von Handsome Lake) oder kurz Langhaus-Religion genannt wurde. Handsome Lake war ein Seneca-Häuptling, wurde 1735 in Canawaugas am Genesee River geboren und lebte auf dem Anwesen seines Halbbruders Cornplanter am Allegheny River. Dort hatte er 1799 die erste einer Reihe von Visionen. In dieser wie auch in den folgenden Visionen erschienen Boten des Schöpfers, um ihm zu verkünden, was der Schöpfer vom Volk der Irokesen erwartete. Unverzüglich formulierte Handsome Lake daraus eine religiöse Lehre, die er bei den Irokesen verbreitete. Vor allem bei den Seneca, den Onondaga und Cayuga fiel seine neue Religion auf fruchtbaren Boden. Zunächst predigte er auf dem Grundbesitz seines Halbbruders, bis ihn ein Streit mit Cornplanter im Jahr 1803 zwang, mit seinen Anhängern nach Coldspring im Allegany Reservat zu ziehen. Dort wie auch später in Tonawanda setzte er seine Bekehrungsversuche fort. Er starb 1815 bei einem Besuch in Onondaga.

### Ausverkauf des Stammeslandes
Zu Beginn des neunzehnten Jahrhunderts wurden die Seneca zunehmend unter Druck gesetzt, ihr verbliebenes Land zu verkaufen und nach Westen zu ziehen. 1826 wurde der erste Vertrag von Buffalo Creek unterzeichnet, in dem die Seneca einen großen Teil ihres restlichen Stammesgebiets verkauften. Dazu gehörten das gesamte Gebiet am Genesee River sowie große Teile des Buffalo Creek, des Tonawanda und des Cattaraugus Reservats. Um 1826 lebten in Buffalo Creek rund 550, in Cattaraugus 350, in Allegany 500 und in Tonawanda 325 Personen. Die etwa 450 Seneca vom Genesee River verteilten sich innerhalb der nächsten Jahre auf die übrigen Reservate. Der Ausverkauf des Landes ging weiter. Im Jahr 1838 kaufte die Ogden Land Company mit dem zweiten Vertrag von Buffalo Creek das restliche Stammesland in den vier Reservaten. Wie sich später herausstellte, waren die Seneca betrogen worden. Das Land im Wert von rund 2 Millionen Dollar wechselte für nur 200.000 Dollar den Besitzer. Die Seneca hatten zu dieser Zeit rund 90 Häuptlinge, doch nur 43 von ihnen hatten den Kaufvertrag unterzeichnet. Davon waren mindestens 16 bestochen worden, während andere bezeugten, dass ihre Unterschrift gefälscht worden war. Die Seneca sollten nach Kansas umziehen.
Eine kleine Zahl von Häuptlingen wollte dem Vertrag zustimmen, während die große Mehrheit des Stammes dagegen opponierte. Mit Unterstützung der Society of Friends und anderer einflussreicher Weißen gelang es schließlich, den Vertrag von 1838 für ungültig zu erklären. 1842 wurde als Kompromiss ein dritter Vertrag unterzeichnet, in dem die Seneca auf die Reservate Buffalo Creek und Tonawanda verzichteten, während sie die übrigen Reservate Cattaraugus und Allegany behalten konnten. Im Jahr 1845 gab es insgesamt rund 2.280 Seneca in den Reservaten im Bundesstaat New York, davon 400 in Buffalo Creek, 710 in Cattaraugus, 670 in Allegany und 500 in Tonawanda. Die Bewohner von Buffalo Creek und Tonawanda sollten in die beiden anderen Reservate umziehen.
Einige Seneca entschieden sich jedoch 1846 für den Umzug nach Westen und zogen, gemeinsam mit Irokesen anderer Stämme, nach Kansas. Dort wurden einige von ihnen krank und starben. Fast sämtliche Überlebende kehrten im folgenden Jahr zurück. Eine anschließende Volkszählung ergab, dass von den 66 ausgewanderten Seneca 26 gestorben waren, während 2 im Westen geblieben und 38 zurückgekehrt waren.

### Revolution in der Seneca-Nation
1848 richteten die in Cattaraugus und Allegany lebenden Seneca eine Petition an die Bundesregierung, sie möge den Modus der Rentenzahlungen ändern. Bisher wurden die Beträge von den Häuptlingen verteilt, nachdem sie einen Teil für die Stammesregierung abgezweigt hatten. Die neue Methode sah vor, die Renten direkt an die Familienoberhäupter auszuzahlen. Die Häuptlinge waren strikt dagegen, und damit entstand neuer Streit.
Am 4. Dezember 1848 tagte ein Kongress in Cattaraugus und schaffte die Häuptlings-Regierung in Allegany und Cattaraugus ab. Der Kongress bewilligte eine Verfassung, mit der ein jährlich gewählter Stammesrat eingesetzt wurde. Dieser bestand aus 18 Mitgliedern und einer Exekutive aus Präsident, Schatzmeister und Schreiber. Die Institution eines offiziellen Friedensstifters, der von den Häuptlingen eingeführt worden war, blieb erhalten. Es entstand die Tonawanda Band of Seneca Indians aus den Bewohnern Tonawandas und die Seneca Nation aus den Bewohnern von Allegany und Cattaraugus. Die Old Chiefs Party (Partei der alten Häuptlinge) opponierte gegen die neue Regierung, obwohl diese von Washington anerkannt wurde. Nachdem die alten Häuptlinge die Sinnlosigkeit ihres Kampfes gegen die neue Verfassung erkannt hatten, gaben sie ihren Widerstand auf und nahmen als politische Partei an den Wahlen teil.

### Rückkauf des Tonawanda Reservats
In den 1840er und 1850er Jahren suchten die Tonawanda Seneca nach Wegen, ihr Reservat zurückzufordern, das um 1842 zusammen mit dem großen Buffalo Creek Reservat verkauft worden war. Unter der Führung von Häuptling John Blacksmith und Jimmy Johnson, einem Enkel von Handsome Lake, begann eine fünfzehn Jahre dauernde Kampagne zur Rückgewinnung des Reservats. Nach jahrelangem Rechtsstreit erreichte der Fall den Obersten Gerichtshof der Vereinigten Staaten (United States Supreme Court), dessen Entscheidung den Senat der Vereinigten Staaten aufforderte, sich um den Fall zu kümmern. 1857 wurde schließlich der vierte Vertrag unterzeichnet, der es den Seneca ermöglichte, rund 30,5 km² (7.549 Acres) des Tonawanda Reservats mit dem Geld zurückzukaufen, das für die Übersiedlung nach Kansas bereitgestellt worden war. Die Tonawanda Seneca hatten nicht an der Revolution von 1848 teilgenommen, in deren Folge die Führung der Reservate Cattaraugus und Allegany von erblichen Häuptlingen auf Stammesräte übergegangen war. Nach dem Rückkauf des Reservats änderten auch sie ihre Regierungsform und setzten einen gewählten Stammesrat ein, behielten jedoch im Gegensatz zu den übrigen Reservaten zusätzlich einen Rat aus erblichen Häuptlingen. In den 1970er Jahren bestand dieser Rat aus 16 erblichen Häuptlingen, die traditionell von der Clanmutter in Absprache mit anderen Frauen des Clans ausgewählt wurden.

### Verpachtung von Stammesland im Allegany Reservat
Seit dem Kompromiss-Vertrag von 1842 wurde kein weiteres Stammesland an die Weißen mehr verkauft, jedoch verpachtet. Die erste Eisenbahnlinie führte in den 1830er Jahren auf gepachtetem Land durch das Allegany Reservat. Beiderseits der Gleise entstanden Ortschaften, die ebenfalls auf gepachtetem Land erbaut wurden. Die Verpachtung erfolgte entweder durch einzelne Seneca oder den Seneca National Council (Seneca Nationalrat). Diese Verpachtungen waren allerdings illegal und nicht vom US-Kongress bestätigt. Ein vom Kongress 1875 verabschiedetes Gesetz autorisierte sechs Dörfer auf dem Reservatsgebiet, dass weiße Bewohner insgesamt rund 40 km² Land für fünf Jahre pachten konnten. Die Dörfer heißen Salamanca, Carrollton, West Salamanca, Vandalia, Great Valley und Red House. Die Laufzeit der Pachtverträge wurden 1880 auf 12 Jahre und 1892 auf 99 Jahre verlängert.

### Reservatsleben am Ende des neunzehnten Jahrhunderts

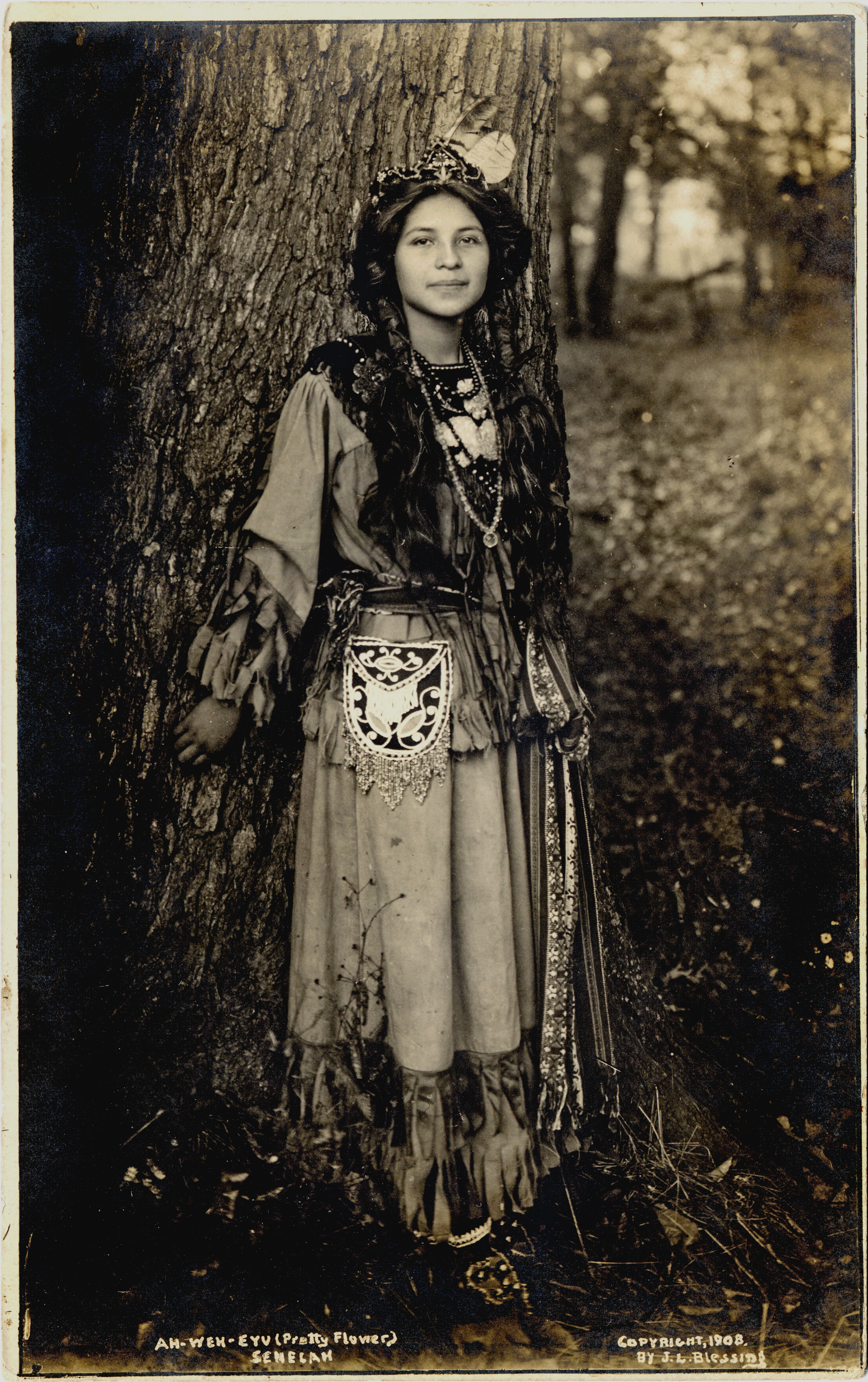
Ah-Weh-Eyu (Schöne Blume), junge Seneca-Frau, 1908

In der ersten Hälfte des neunzehnten Jahrhunderts wechselte der Schwerpunkt beim Lebensunterhalt von der Jagd, dem Fischfang und Gartenbau zur Agrarwirtschaft und zur Lohnarbeit. Am Ende des Jahrhunderts gab es unter den Seneca wie bei ihren weißen Nachbarn weniger Farmen und Farmarbeiter. Auch die Zahl der Viehzüchter, besonders die von Schafen, hatte sich verkleinert. Trotzdem war die Farmarbeit unter den Seneca noch immer weit verbreitet, häufig wurde jedoch lediglich für den Eigenbedarf produziert. Teilweise verhinderte das fehlende Eigenkapital eine größere Investition in die Agrarwirtschaft. Demzufolge verpachteten indianische Eigentümer beträchtliche Teile ihres Landes an weiße Farmer, und dieser Trend setzte sich bis ins zwanzigste Jahrhundert fort. Die Seneca wurden zunehmend von der Lohnarbeit abhängig.
Die Mehrheit der Seneca erlernte die englische Sprache und besuchte Schulen. Zu Beginn des neunzehnten Jahrhunderts beherrschten nur wenige Seneca Englisch, und so benötigten die meisten bei ihren Geschäften mit den Weißen die Hilfe von zwei Dolmetschern. Horatio Jones und Jasper Parrish waren einst Gefangene der Seneca und hatten dort ihre Sprache erlernt. Die Missionsschulen wurden ab 1846 durch Distriktschulen ersetzt. Im Jahr 1890 gab es 10 Distriktschulen im Cattaraugus Reservat, sechs davon in Allegany und drei in Tonawanda. Jede der Schulen wurde von einem Lehrer geführt, vereinzelt handelte es sich dabei um Seneca mit normaler Schulbildung. Am Ende des Jahrhunderts besuchten einige Kinder Internate außerhalb des Reservats, zum Beispiel das Hampton Institute oder die Carlisle Indian School. Andere besuchten die Thomas Indian School, ein Internat, das 1855 im Cattaraugus Reservat errichtet worden war.
Von den rund 3.000 um 1890 in den drei New-York-Reservaten lebenden Seneca konnten über zwei Drittel Englisch sprechen und etwa 930 auch schreiben. In den drei Reservaten lebten um diese Zeit ständig 2.664 Seneca, davon 1.355 in Cattaraugus, 792 in Allegany und 517 in Tonawanda. 87 Seneca gab es auf Cornplanters Land in Pennsylvania, 183 in der Six Nations Reserve in Kanada sowie einige wenige in den anderen Reservaten der Irokesen im Bundesstaat New York. In der zweiten Hälfte des neunzehnten Jahrhunderts nahm die Zahl der Kirchen in allen drei Reservaten zu. Um 1890 gab es Kirchen der Presbyterianer, Baptisten und Methodisten in Cattaraugus und Tonawanda. In Allegany befanden sich Kirchen der Presbyterianer und Baptisten, und auf Cornplanters Territorium gab es eine Presbyter-Kirche. Unter der indianischen Gesamtbevölkerung in den drei Reservaten waren weniger als 400 Kommunikanten.

### Die Langhaus-Religion

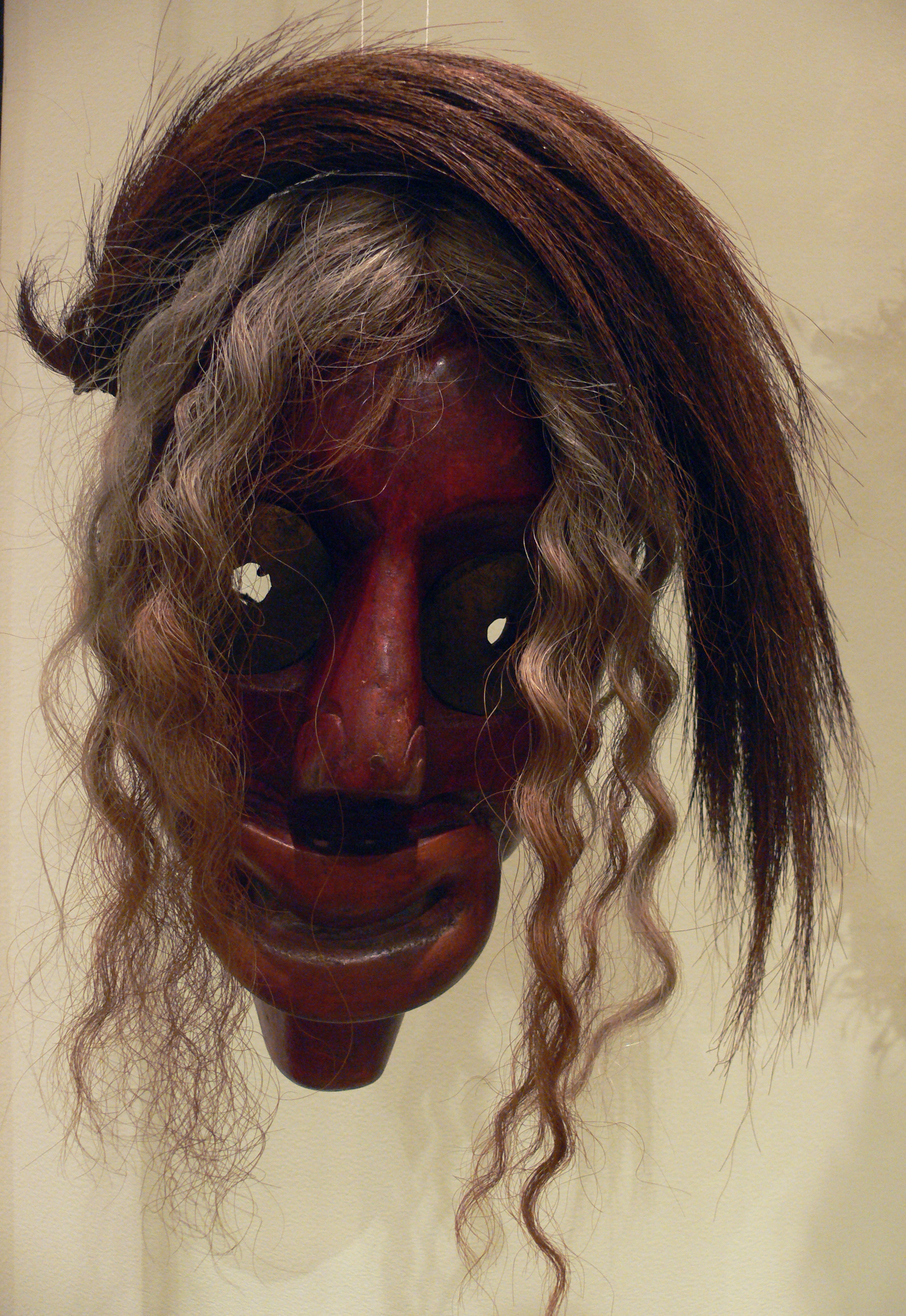
Maske der Falschgesichter, Ethnologisches Museum in Berlin

Die Langhaus-Religion – eigentlich Gai’wiio (Die gute Nachricht) – war eine religiöse Bewegung, die 1799 von Handsome Lake gegründet wurde. Im Zuge eines Alkohol-Deliriums hatte er eine Vision: Vier Engel kamen als Boten des „Großen Geistes“ (einer Gleichsetzung des christlichen Gottes mit der irokesischen Lebenskraft Orenda) und überbrachten ihm die neue Lehre der „Guten Nachricht“. Sie basiert auf einer synkretistischen Mischung von traditionellen Kulten und dem Christentum. Viele Irokesen, die von den beiden Kulturen hin- und hergerissen waren, nahmen die neue Religion dankbar an.
Das Glaubensbekenntnis ist stark vom Quäkertum beeinflusst. Die ursprüngliche Geister- und Götterwelt wurde in ein Weltbild mit einem persönlichen Schöpfergott, dem Teufel, Himmel, Hölle und höchstem Gericht integriert: Die alten Götter wurden zu den wichtigsten Engeln umgedeutet und Jesus mit einer lokalen mythologischen Figur identifiziert. Handsome Lakes Lehre berührte zahlreiche Lebensbereiche der Indianer: Er ermahnte sie, keinen Alkohol zu trinken, nicht mehr an Zauberei zu glauben, Abtreibung und Ehebruch zu beenden sowie Kinder und alte Menschen gut zu behandeln. Ebenfalls war darin der Aufruf enthalten, vom traditionellen Wanderfeldbau auf Ackerbau und Viehzucht überzugehen. Die traditionellen Langhäuser, in denen Großfamilien mit zwanzig und mehr Personen lebten, erklärte Handsome Lake zu „Kirchen“ (daher die Bezeichnung „Langhaus-Religion“).
Der religiöse Kult orientierte sich an den überlieferten Ritualen, die Handsome Lake allerdings auf die vier heiligen Zeremonien Feather Dance (Federtanz), Thanksgiving Dance (Tanz des Erntedanks), Personal Chant (Persönliches Mantra) und Bowl Game (Schalenspiel) reduzierte. Darüber hinaus verbot er jene Zeremonien der Medizinbünde, die in der Nacht stattfanden. Nach seinem Tod wurde die Lehre als The Code of Handsome Lake bekannt, und seine Predigten entwickelten sich zu einem jährlichen religiösen Ereignis. Die Tonawanda-Seneca bekamen den Titel Bewahrer der neuen Religion, und jedes Jahr verschickte das Tonawanda-Langhaus Einladungen an die übrigen Langhäuser, nach Tonawanda zu kommen, um Handsome Lakes Predigten zu hören. Die Predigten erfolgten schließlich in einem Zweijahres-Rhythmus, und zwar in einem Jahr im Coldspring-Langhaus im Allegany-Reservat und im anderen Jahr im Cattaraugus-Reservat.
Die Zahl der Anhänger der Langhaus-Religion wuchs in kurzer Zeit stetig und breitete sich von den Seneca zu den meisten anderen der Sechs Nationen aus, so dass sich Mitte des 19. Jahrhunderts etwa 20 bis 25 Prozent der Irokesen dazu bekannten. Nach einem erheblichen Rückgang in den 1960er Jahren kam es im Zuge des politischen Erstarkens der Akwesasne Mohawk Nation zu einer Revitalisierung, so dass heute wieder 20 bis 25 Prozent angenommen werden. Gleichwohl ging die Zahl der Langhäuser zu Beginn des zwanzigsten Jahrhunderts stark zurück. So gab es nur noch drei davon bei den Seneca in New York: Das Tonawanda Langhaus im Tonawanda Reservat, das Newton Langhaus im Cattaraugus Reservat und das Coldspring Langhaus im Allegany Reservat. Alle drei wurden nicht mehr bewohnt, sondern dienen bis heute als Kirchen der Langhaus-Religion. So finden dort die Predigten aus dem Code of Handsome Lake und der jährliche zeremonielle Zyklus statt. Dieser beinhaltet die Midwinter Ceremony (Mittwinter-Zeremonie), die in der vierten Nacht nach dem Januar-Neumond beginnt. Danach folgt die Maple Ceremony (Ahorn-Zeremonie) und die Planting (Pflanz-), Strawberry (Erdbeer-), Green Bean (Grüne Bohnen-), Green Corn (Grüner Mais-) und Harvest Ceremony (Ernte-Zeremonie). Nur gelegentlich findet die Sun (Sonnen-), Moon (Mond-) und Thunder Ceremony (Donner-Zeremonie) statt.
Die traditionellen Medizinbünde der Irokesen haben ihre eigenen Rituale. Einige von ihnen werden als Teil der Midwinter-Zeremonie durchgeführt, andere, um Kranke zu heilen. Zu den Medizinbünden gehört die Society of Medicine Men (Bund der Medizinmänner), die Little Water Society (Kleine-Wasser-Bund), die Pygmy Society (Zwergen-Bund), die False Face Society (Bund der Falschgesichter), die Husk Face Society (Bund der Maisstrohgesichter) und der Bear (Bären-), Buffalo (Büffel-), Eagle (Adler-) und Otter-Bund.

### Der Kinzua-Damm
Siehe Hauptartikel: Kinzua-Staudamm
In den 1950er und 1960er Jahren gab es einige bemerkenswerte politische Reformen. So wurde die bisherige Praxis der verschiedenfarbigen Stimmzettel je Partei geändert und so der übliche Stimmenkauf verhindert. Die Frauen erhielten 1964 das Wahlrecht und konnten ab 1966 in ein Amt gewählt werden. Diese politischen Reformen erfolgten angesichts einer beispiellosen Katastrophe. Die Regierung der Vereinigten Staaten hatte vom United States Corps of Engineers einen Plan ausarbeiten lassen, der zur Hochwasserkontrolle des Allegheny Rivers in Kinzua in Pennsylvania den Bau eines Staudamms vorsah. Der hinter dem Damm entstehende Stausee würde ein Drittel des Allegany-Reservats überfluten. Alle Versuche der Seneca, den Bau des Staudamms gerichtlich zu verhindern, scheiterten. Arthur E. Morgan entwickelte einen alternativen Plan und nannte den Plan des Corps of Engineers ein „Beispiel für extreme Inkompetenz und Unangemessenheit“. Auch Präsident John F. Kennedy befasste sich mit dem Fall, entschied sich jedoch für Bau des Staudamms, der von 1960 bis 1965 errichtet wurde.
Mit Unterstützung der Quäker kämpfte die Seneca Nation für Entschädigung. Nach einem langen und enttäuschenden Rechtsstreit bekamen die Seneca insgesamt 15.000.573 Dollar für verlorene Ländereien und Häuser. Das wichtigste Projekt bestand in der Wiederansiedlung von rund hundert Seneca-Familien in den beiden neuen Ortschaften Jimersontown und Steamburg. Am 12. Juni 1965 wurde das Langhausfeuer, begleitet von einer Zeremonie, von Coldspring nach Steamburg gebracht. Der Neubau mehrerer öffentlicher Gebäude im Cattaraugus County und in der Allegany-Reservation, darunter ein Gymnasium, zählte ebenfalls zur Entschädigung. Der Southern Tier Expressway durchschneidet Allegany, und der New York Thruway berührt den Nordwesten von Cattaraugus. In den 1970er Jahren war Arbeitslosigkeit in den Seneca-Reservaten verbreitet anzutreffen, stellte jedoch bei weitem nicht ein solches Problem dar wie in vielen anderen nordamerikanischen Reservaten.

## Die Gegenwart
Rund 7.800 Angehörige der Seneca Nation of New York leben heute im US-Bundesstaat New York. Diese eingetragenen Mitglieder wohnen in den fünf Reservaten Allegany bei Salamanca, Cattaraugus bei Gowanda, Buffalo Creek bei Buffalo, Niagara Falls bei Niagara Falls und Oil Springs bei Cuba. In den drei letztgenannten Reservaten gibt es aufgrund der geringen Größe nur wenige Stammesmitglieder, und sie werden hauptsächlich zum Betrieb von Kasinos und eigenen Unternehmen genutzt. Die Seneca Nation ist seit 1848 demokratisch organisiert.
Die Tonawanda Band of Seneca Indians lebt im Tonawanda Reservat bei Akron, New York, und zählt etwa 700 Menschen. Die Gruppe hatte sich 1838 nach dem Vertrag von Buffalo Creek von den übrigen Seneca abgespalten und wird bis heute von Sachems, den traditionellen Clanmüttern, regiert. Sie besteht (Stand 2012) aus acht Stämmen.
Weitere Seneca sind in der Seneca-Cayuga Nation in Oklahoma organisiert. 2020 hatte sie über 5.000 eingetragene Mitglieder.
Einige Seneca sind mit anderen irokesischen Gruppen in den Six Nations of the Grand River in Kanada organisiert. Das dazugehörige Six Nations Reservat liegt bei Brantford in Ontario. Die Konadaha Seneca und Niharondasa Seneca gehören zu den in Kanada anerkannten Ersten Nationen.
Annähernd ein Drittel aller eingetragenen Stammesangehörigen der Seneca lebt außerhalb der Reservate, und laut Adressenliste gibt es Mitglieder der Seneca in allen 50 US-Staaten.

## Persönlichkeiten der Seneca
- Cornplanter
- John Big Tree
- Red Jacket
- Ely Samuel Parker
- Tanacharison